# Young Igi
Young Igi, pseudonimo di Igor Ośmiałowski (Gdynia, 17 novembre 1999), è un rapper polacco.

## Biografia
Si è fatto conoscere con l'uscita della hit Mówiłaś, che ha ricevuto la certificazione di doppio platino dalla Związek Producentów Audio-Video con oltre 40 000 unità vendute. Il brano è contenuto nel primo mixtape Trappist, messo in commercio nel 2017, che è divenuto il suo primo ingresso nella OLiS, debuttando al 20º posto. Ha ottenuto il suo miglior posizionamento nella graduatoria nazionale grazie a !G! Tape #1, reso disponibile due anni dopo, che ha conquistato la 3ª posizione.
Il singolo Bestia è divenuto il brano di maggior successo dell'artista in suolo polacco, poiché è stato certificato diamante dalla ZPAV per oltre 100 000 unità totalizzate. Entrambi gli album in studio da solista Konfetti e Skan myśli si sono fermati nella top ten nazionale e hanno rispettivamente conseguito una certificazione d'oro e una di platino per aver superato le 15 000 e le 30 000 unità equivalenti.
Nel 2019 ha iniziato a lavorare per il gruppo polacco della Def Jam Recordings e ha successivamente fondato il supergruppo OIO, assieme ai connazionali Oki e Otsochodzi; il disco eponimo del gruppo, presentato nel maggio 2021, è quadruplo platino e si è classificato sul podio della OLiS.

## Discografia

### Da solista

#### Album in studio
- 2018 – Konfetti
- 2019 – Skan myśli
- 2022 – Amfisbena (con Żabson)
- 2022 – Notatki z marginesu
- 2024 – Ekskluzywny głód

#### EP
- 2023 – Bonus EP

#### Mixtape
- 2017 – Trappist
- 2019 – !G! Tape #1

#### Singoli
- 2018 – Pies
- 2018 – Buzi
- 2018 – Deszcz banknotów (feat. Malik Montana)
- 2018 – Audemars
- 2018 – Nemo
- 2018 – Cały świat (con Miyo)
- 2018 – Bestia
- 2018 – Richard Millie (feat. Otsochodzi)
- 2019 – Oznaka mężczyzn
- 2019 – Złoty środek
- 2019 – Kokaina
- 2019 – Układanki (con Margaret)
- 2019 – Promienie słońca
- 2019 – Sport (con Zeamsone)
- 2019 – Droptop
- 2019 – Giń za mnie (con Szpaku)
- 2019 – Pamiętnik EX
- 2019 – Idealne połączenie (feat. Jan-Rapowanie)
- 2019 – Flava (feat. Kaz Bałagane)
- 2019 – Inny gatunek (feat. Kizo)
- 2019 – Ptak (con Deemz e Qry)
- 2020 – Każdy nowy dzień
- 2020 – Swimming Lessons (con Schafter)
- 2020 – Los Angeles (con Trill Pem)
- 2020 – Powiedz na osiedlu (con LOAA e i Płomień 81)
- 2020 – #Hot16Challenge2
- 2020 – Driftem (con Kizo)
- 2020 – Zeszyt (con Frosti)
- 2020 – Neandertalczyk
- 2020 – Yacht (con Siles)
- 2020 – Ambicje
- 2020 – Raj (con Czarny Hi-Fi e Sobel)
- 2020 – Apteka (con 2K)
- 2021 – Moonwalk (con Oki e Otsochodzi)
- 2021 – WMTB (con Oki e Otsochodzi)
- 2021 – Przypadkiem (con Oki e Otsochodzi)
- 2021 – Worki w tłum (con Oki e Otsochodzi)
- 2021 – Amsterdam (con Janusz Walczuk e Pedro)
- 2021 – Amerykańskie teledyski (con Oki e Otsochodzi)
- 2021 – Oni nie zamkną mnie (con Oki e Otsochodzi)
- 2022 – List do mamy (con Urboishawty)
- 2022 – Polski karnawał (con Żabson)
- 2022 – Dzielny pacjent (con Oki e Sobel)
- 2022 – Poj*bane stany (con Otsochodzi)
- 2022 – Małe krople
- 2022 – Pleasure (con Oki)
- 2022 – Szmal
- 2022 – Icy Baby
- 2023 – Pill Crusher (con Pako e Bahsick)
- 2023 – Trzeba mieć (con Sergiusz e 2K)
- 2023 – Wszystko Gucci (con Otsochodzi feat. Sergiusz & 2K)
- 2024 – 15 minut (con Sergiusz e 2K)
- 2024 – Chess Club (con Sergiusz e 2K)
- 2024 – Na wieki (con Sergiusz e 2K)
- 2024 – S. D. A. (con Sergiusz e 2K)
- 2024 – Bottle Pop (con Sergiusz e 2K)
- 2024 – International (con Waima)
- 2024 – Kształt miłości (feat. Bambi)
- 2024 – Umowa (con Sergiusz e 2K)
- 2025 – Fake Lover Killa (con Sergiusz e 2K)
- 2025 – Suv Boomer (con Kizo e Kaz Bałagane)

### OIO
- 2021 – OIO